# Made in Paris
Ne doit pas être confondu avec MadeInParis ou Mad in Paris.
Pour plus de détails, voir Fiche technique et Distribution.
Made in Paris est une comédie romantique américaine de 1966 réalisée par Boris Sagal avec Louis Jourdan, Ann-Margret, et Richard Crenna.

## Fiche technique
- Réalisation : Boris Sagal
- Scénario : Stanley Roberts
- Production : Joe Pasternak
- Image : Milton R. Krasner
- Type : Metrocolor
- Musique : George Stoll
- Montage : William McMillin
- Durée : 103 minutes
- Date de sortie : États-Unis : 9 février 1966

## Distribution
- Ann-Margret : Maggie Scott
- Louis Jourdan : Marc Fontaine
- Richard Crenna : Herb Stone
- Edie Adams : Irene Chase
- Chad Everett : Ted Barclay
- John McGiver : Roger Barclay
- Marcel Dalio : Georges
- Matilda Calnan : Cécile
- Jacqueline Beer : Denise Marton
- Marcel Hillaire :  Employé
- Michele Montau : Elise
- Reta Shaw : Chanteuse du bar américain
- Count Basie Orchestra : eux-mêmes
- Louis Mercier : Raoul, barman